# Берн, Эрик
Э́рик Ле́ннард Берн (англ. Eric Lennard Berne, наст. имя: Леонард Бернстайн, 10 мая 1910, Монреаль, Канада — 15 июля 1970, Монтерей, Калифорния, США) — американский психолог и психиатр. Известен прежде всего как разработчик трансакционного анализа и сценарного анализа. Развивая идеи психоанализа, общей теории и метода лечения нервных и психических заболеваний, Берн сосредоточил внимание на «трансакциях» (от англ. trans- — приставки, обозначающей движение от чего-то к чему-либо, и англ. action — «действие»), лежащих в основе межличностных отношений. Некоторые виды трансакций, имеющие в себе скрытую цель, он называет играми. Берн рассматривает три эго-состояния: Взрослый, Родитель и Ребёнок (которые не являются фрейдовскими Я, Сверх-Я и Оно). Вступая в контакт с окружающей средой, человек, по мнению Берна, всегда находится в одном из этих состояний.

## Биография
Эрик Берн (Леонард Бернс(ш)тейн) родился в бедной еврейской части Монреаля (Канада), в семье выходцев из России.
Отец — доктор Давид Гиллель Бернстайн — был увлечённым практикующим врачом-терапевтом, часто брал сына с собой при обходе своих пациентов. Оливер Джеймс (Oliver James, 1977) считает, что «Ребёнка» в Берне травмировала смерть отца, который, безусловно, имел сильное влияние на сына, чьей целью всегда было излечение пациентов. Это влияние отражено в латинском посвящении на первой странице написанной Берном книги «Трансактный анализ в психотерапии» («Transactional Analysis in Psychotherapy»), которое переводится так: «В память о моём отце Давиде, докторе медицины, мастере хирургии и враче для бедных» (Berne, 1961).
Мать Берна — литератор Сара Гордон — была профессиональной писательницей и редактором. После смерти мужа она поддерживала своих детей, Эрика и его сестру, занимаясь литературной деятельностью, и, очевидно, также её влиянием на сына явилось желание писать о лечении пациентов Берна.
Берн изучал английский язык, психологию и проходил подготовительный курс медицины в Университете Макгилла в Монреале. В 1931 году он получил степень бакалавра гуманитарных наук. В 1935 году Берн получил степени доктора медицины и магистра хирургии в том же самом университете. Затем Берн уехал в Соединённые Штаты, где стал американским гражданином. После интернатуры в Инглвудской больнице в Нью-Джерси он стал психиатрическим ординатором, прикомандированным к клинике при Медицинской школе Йельского университета. Реагируя на антисемитские настроения, широко распространившиеся в то время, Бернштейн изменил свою фамилию, стал Берном и начал практиковать в качестве частного психиатра в Норфолке, штат Коннектикут. Примерно в это же время Берн заключил первый из трёх своих браков (все эти браки распались). Затем Берн стал клиническим ассистентом в Больнице Горы Сион в Нью-Йорке и в 1941 году начал проходить специальный курс в Нью-Йоркском психоаналитическом институте, где он проходил личный анализ у Поля Федерна, бывшего коллеги Фрейда.
В 1943 году Берн вступил в Армейский медицинский корпус как психиатр и именно во время войны он начал работать с группами. После увольнения в 1946 году Берн переехал в Кармел, штат Калифорния, и закончил работу над книгой «Психика в действии» («The Mind in Action»). Позднее эта книга была переработана и опубликована под названием «Руководство по психиатрии и психоанализу для широкого круга читателей» («A Layman’s Guide to Psychiatry and Psychoanalysis»). Берн также возобновил свои занятия в Психоаналитическом институте Сан-Франциско и прошёл обучающий курс психоанализа под руководством Эрика Эриксона. В 1950 году он получил место в Больнице Горы Сион Сан-Франциско и вновь начал практиковать частным образом. В последние годы жизни Берн работал и в Сан-Франциско, и в Кармеле, расположенном в 125 милях от Сан-Франциско.
Со времени своей работы врачом-психиатром в вооружённых силах Берн проявлял исследовательский интерес к интуиции и развивал концепцию Эго-образа. Эго-образ является интуитивным представлением терапевта о человеке, который каким-то образом описывает его «Я». Эго-образы в значительной степени базируются на наблюдении и выслушивании рассказов пациентов о себе. В период с 1954 по 1958 год Берн развивал такие направления трансакционного анализа, как диагноз Эго-состояний (структурный анализ); анализ индивидуальных трансакций; анализ серий трансакций как со скрытым, так и с открытым содержанием, иначе известный как анализ игры; анализ сценария (скрипт-анализ) — анализ жизни пациента, с помощью которого можно экстраполировать и предсказывать его будущее. Первая группа трансактного анализа Берна сформировалась в сентябре 1954 года. Берн развивал свои идеи, регулярно проводя семинары в Кармеле, а затем, с 1958 года, Социальные психиатрические семинары в Сан-Франциско, позже названные Семинарами Эрика Берна.
Берн всё дальше уходил от ортодоксального психоанализа, и в 1956 году его заявление о членстве в Психоаналитическом институте Сан-Франциско было отклонено в третий раз. По поводу этого случая Берн замечает: «…После пятнадцати лет психоаналитическое движение и автор официально разошлись (оставшись в хороших отношениях)…» (Berne, 1961, р. 13). Когда несколькими годами позже Берну предложили стать членом Психоаналитического института, он с благодарностью отказался. Берн всё больше убеждался в том, что консультант должен быть более активным, чем это допускается в ортодоксальном психоанализе, и должен практиковать скорее трансакционно, чем у изголовья кушетки в кабинете психиатра. В ноябре 1957 года на Западной Региональной конференции Американской Ассоциации групповой психотерапии в Лос-Анджелесе Берн выступил с научным докладом «Трансакционный анализ: новый и эффективный метод групповой терапии» («Transactions Analysis: a New and Effective Method of Group Therapy»), который был опубликован в 1958 году. В течение трёх последующих лет он обогащал свой опыт, работая на островах в южной части Тихого океана, куда он отправился для того, чтобы изучить местную социализацию и психические заболевания, распространённые в различных островных культурах. К 1961 году Берн посетил психиатрические больницы приблизительно 30 различных стран в Европе, Азии, Африке и на островах Атлантического и Тихого океанов. Целью этих посещений было подтверждение сделанных предположений в различном расовом и культурном окружении.
Наиболее систематическая книга Берна — «Трансакционный анализ в психотерапии» («Transactional Analysis in Psychotherapy») — была издана в 1961 году.
В 1963 году была опубликована работа «Структура и динамика организаций и групп» («The Structure and dynamics of Organizations and Groups»), в которой обсуждалось, как можно применять трансакционный анализ при работе с группами. В 1964 году Берн представил свои идеи, касающиеся анализа психологических игр, в книге «Игры, в которые играют люди» («Games People Play»), частное издание которой вышло в 1961 году. Принципы трансакционного анализа изложены Берном в книге «Принципы группового лечения» («Principles of Group Treatment»), изданной в 1966 году, а идеи, касающиеся анализа сценария (скрипт-анализа), представлены в работе «Что вы говорите после того, как сказали „здравствуйте“?» («What Do You Say After You Say Hello?»), изданной, после смерти Берна, в 1972 году. Берн также написал книги: «Счастливая Долина» («The Happy Valley») — для детей, и «Секc в человеческой любви» («Sex in Human Loving»), — адресованную как непрофессионалам, так и профессионалам. В 1962 году начал издаваться журнал «Бюллетень трансакционного анализа» («Transactionai Analysis Bulletin»), редактором которого в течение нескольких лет был Берн. В 1964 году была образована Международная Ассоциация трансакционного анализа (International Transactional Analysis Association (ITAA). Задачами ITAA были подготовка специалистов в области трансактного анализа и их аккредитация. Теперь функции ITAA выполняет Европейская Ассоциация трансакционного анализа.
В течение 1960-х годов Берн не только писал книги и практиковал в качестве частного консультанта, но и одновременно занимал несколько должностей. Берн был консультантом по психиатрии при главе медицинского управления (Surgeon General) армии США; лечащим психиатром в Клинике психической гигиены администрации ветеранов; лектором, читавшим курс групповой терапии в Нейропсихиатрической клинике Лэнгли-Портера, а также в Стэнфордской психиатрической клинике; адъюнкт-психиатром в Больнице Горы Сион, Сан-Франциско. 
В начале 1970 года Берн и его третья жена развелись. Берн умер от сердечного приступа 15 июля того же года. Работу, начатую Берном, продолжили многие его бывшие коллеги, посещавшие семинары в Сан-Франциско. В их число вошёл Клод Штайнер, который усовершенствовал анализ сценария (скрипт-анализ).

## Трансакционный анализ
Трансакционный анализ Эрика Берна представляет собой разработанную систему, в основании которой лежит представление о сознании человека как композиции трёх состояний «Я»:
- Родитель;
- Взрослый;
- Ребёнок.

Согласно Э. Берну, все эти три состояния личности формируются в процессе контакта ребёнка с родителями, он получает от них образы и пример поведения, принимает сценарий, пути его реализации, получает антисценарий. Потребность в получении сценария заложена генетически и имеет общую природу с коллективным бессознательным (К. Юнг). Ребёнок ощущает потребность в упорядочивании времени и ищет у взрослых пути удовлетворения этой потребности. Простейший процесс общения — это обмен одной трансакцией, он происходит по схеме: «Стимул» собеседника № 1 вызывает «реакцию» собеседника № 2, который, в свою очередь, направляет «стимул» собеседнику № 1, — то есть, почти всегда «стимул» одного становится толчком для «реакции» второго собеседника. Дальнейшее развитие разговора зависит от текущего состояния личности, используемого в трансакциях, а также их комбинациях.